# Pajewo-Szwelice
Pajewo-Szwelice – wieś w Polsce, położona w województwie mazowieckim, w powiecie ciechanowskim, w gminie Gołymin-Ośrodek.
| SIMC    | Nazwa         | Rodzaj    |
| ------- | ------------- | --------- |
| 0115281 | Pajewo-Cyty   | część wsi |
| 0115298 | Pajewo-Rżyski | część wsi |

W latach 1975–1998 wieś administracyjnie należała do województwa ciechanowskiego.